# Club Sportiv Gaz Metan Mediaș (pallacanestro)
Il Club Sportiv Gaz Metan Mediaș (più comunemente noto come Gaz Metan Mediaş) è una squadra di pallacanestro della città di Mediaș in Romania. Milita in Divizia A, la massima divisione del campionato di pallacanestro rumeno. Nella sua storia ha conquistato due Coppe di Romania.

## Storia
Il Gaz Metan Mediaș è stato fondato nel 2003 e ha raggiunto la massima divisione un anno più tardi. Da allora non ha più abbandonato la categoria sebbene non abbia ancora vinto alcun campionato. Dopo una finale persa nel 2010, è però riuscito a conquistare la Coppe di Romania nel 2011 e nel 2013.

## Palmarès
- Coppa di Romania: 2

2011, 2013